# Гинска река
Гинска река је десна, већа саставница Нишаве, па се сматра изворишним краком Нишаве. Налази се у Општини Годеч у Софијској области.

## Географске одлике
Заједно, Гинска река и Врбница су саставнице Нишаве. Међутим Гинска река је по дужини и по површини слива и водносности, већа и значајнија од Врбнице, тако да се рачуна као изворишни крак Нишаве.

### Извор
Извире на 1.848 m н.в. на југоисточним падинама Малог Кома (2.016 m н.в) и сустиче се са Врбницом на висини од 628 m. н.в. 

### Слив
Гинска река има дужину тока од 30,6 km, док површина њеног слива износи 104,6 km². У односу на просечну висина слива Врбнице, висина Гинске реке је за око 400 метара већа. Слив Гинске реке одликује се највећом просечном надморском висином у сливу Нишаве – 1.181 m.
Густина речне мреже је прилично мала имајући у обзир надморску висину слива, односно повећану количину падавина и велике нагибе терена, и износи 1,01 km/km².
Коефицијент пуноће слива је прилично велики и износи 0,41, што представља добру основу за наглу појаву великих вода.

#### Притоке
Притоке Гинске реке су малобројне и кратких су токова, нарочито у горњем делу слива, што је последица пре свега мале ширине слива, али и геолошког састава терена.

### Геоморфологија
Од извора до села Полеглица речни ток има меридијански општи правац пружања да би низводно река лактасто скренула ка југозападу. Кроз истоимено село Гинска река је каналисана и заштићена од високих вода.
Више од половине слива изграђено је од карбонатних стена, кредне старости, док је сам изворишни део у диоритима палеозојске старости, где је речна мрежа и најгушћа.
У Годечкој котлини долина Гинске реке се проширује. Речно корито је усечено у квартарним седиментима, делувијуму и пролувијуму, а река је образовала уску алувијалну раван. Низводно од Годечке котлине речна долина је уска, стрма и усечена у карбонатним стенама где формира више укљештених меандара.

### Вегетација
Највиши делови Малог Кома покривени су травнатом вегетацијом коју смењује појас одлично очуване букове шуме. Терени изграђени од кредних пешчара, алевролита и конгломерата, као и тријаских магматских стена покривени су углавном шумском вегетацијом, док је карбонатна подлога покривена највише травнатом вегетацијом, иако има и камењара.